# Walter Tammas
Walter Tammas (23 août 1870 - 12 janvier 1952) fut un ancien tireur à la corde britannique. Il a participé aux Jeux olympiques de 1908 avec l'équipe britannique de tir à la corde Metropolitan Police "K" Division et remporta une médaille de bronze. 